# 鉄道狂時代
鉄道狂時代（てつどうきょうじだい）とは、1840年代にイギリスで発生した鉄道への投資熱のことを指す用語である。バブル経済の共通のパターンをたどり、鉄道会社の株価が上昇するにつれて、投機家がさらに多くの金を注ぎ込み、不可避の崩壊を迎えた。272もの新鉄道会社を設立する法案が議会を通過した1846年に頂点に達した。
英語ではRailway Maniaと頭文字を大文字にして表記され、日本語では「鉄道狂時代」と訳したり、そのままカナで「レールウェイ・マニア」と呼んだりする。日本語で鉄道マニアというと鉄道ファンのことを指すが、Railway Maniaという言葉はそれとは全く関係がなく、鉄道を趣味の対象としてではなく、投資（投機）の対象として熱中することを指している。英語で鉄道ファンのことはrailfanやrailway enthusiastなどと呼ぶ。

## 概要
19世紀初頭に鉄道が実用化されると、鉄道は儲かる事業であるとみなされ、多くの投資家が鉄道会社の設立・投資に殺到することになった。これによりイギリスでは、同じ区間に重複して鉄道路線が敷設されたり、およそ採算の取れる見込みのない地方にも敷設されたりすることになった。当然ながらまもなく破綻し、イギリスの鉄道会社は次第に集約されて鉄道王ジョージ・ハドソン（George Hudson）の時代、そして四大鉄道会社の時代へと進んでいくことになった。
イギリスに限らず、多くの国で鉄道への投資が集中して国土の大部分を覆う鉄道網が急激に進展していった時代があり、これを指して同じように「鉄道狂時代」と呼ぶことがある。

## 結果
1840年代のイギリスは不作が多く、1845年にはアイルランドでジャガイモ飢饉が発生し、作付けの1/3が疫病で枯死する事態となり、イギリスから穀物支援や公共事業支援などがおこなわれ、1846年には、貿易制限政策である穀物法が廃止された。1846年もイギリスは天候不順にみまわれ穀物が不作であったことから、海外からの穀物輸入のため正金が流出し、結果として株式市場の崩壊をもたらした。鉄道バブルは他のバブル経済とは違い、多くの投資によりイギリスの鉄道網の膨大な拡張という、はっきりした結果を残した。ただし、その拡張費用はかなり過大なものとなった。
ルイス・キャロルの『スナーク狩り』の中で、「彼らは鉄道株に命を脅かされていた」とあるのは、鉄道狂時代で資金を投じて失った人々の事を指している。
1830年代後半から始まったこの鉄道網の整備は、1850年までに6,000マイルが開通し、新たな旅行文化をもたらした。トーマス・クックは、1843年に世界最初のパッケージツアーを案出し大きな成功をおさめ「近代ツーリズムの父」となった。近代ツーリズムは欧州各地を経て世界各地に急速に広がり対象地域を拡大し、利害関係者を拡大し、マスツーリズムを進行させ旅行形態の多様化を進めた。
1840年代の鉄道バブルは従来の保険業にもあらたな影響をもたらした。鉄道は馬車などと異なり、運行にたいへん危険をともなうことから、従来の生命保険会社が傷害保険業務に進出するようになり、傷害保険契約の内容も、鉄道旅行中の傷害担保から海上旅行中の傷害担保へ、さらに一般傷害保険、団体保険、疾病保険あるいは永久給付契約の導入などが生み出された。これらは従来の海上、火災、生命に次ぐ事業分野に成長していった。1846年には致命的事故法（en:Fatal Accidents Act 1846）が成立した。

## 比較
鉄道が建設される以前、イギリスの内陸交通を支えていたのは、運河による水運であった。運河建設においても1790年代に「運河熱（canal mania）」と呼ばれる投資ブームが発生している（運河時代を参照）。イギリスの運河網の充実振りもこの時代の積極的な建設によるところが大きい。
また、鉄道狂時代は、1990年代の通信会社株への熱狂とも比較することができる。通信会社への投資熱は、膨大な光ファイバー通信基盤を敷設することになった。皮肉にも、鉄道の敷地が安価に光ファイバーを敷設する経路を提供することになった。